# Ine Marie Wilmann
Pour les articles homonymes, voir Wilmann.
Ine Marie Wilmann, née le 18 février 1985, est une actrice norvégienne.

## Biographie
Ine Marie Wilmann est diplômée du Statens Teaterhøgskole au printemps 2011 et fait ses débuts au théâtre au Teatret Vårt à Molde dès l'automne 2011. Elle fait ses débuts dans la série Ansur de la NRK.
En 2015, elle reçoit le prix Amanda de la meilleure actrice pour son interprétation dans le film De nærmeste (nl) d'Anne Sewitsky.

## Filmographie

### Au cinéma
- 2006 : Kalde føtter
- 2006 : Nouvelle Donne : Andre medvirkende
- 2011 : Jeg reiser alene : Liv-Tone
- 2011 : Lang vei hjem (court métrage)
- 2015 : De nærmeste (nl) d'Anne Sewitsky : Charlotte (en tant que Ine Wilmann)
- 2016 : Erica (court métrage)
- 2016 : Nothing Ever Really Ends (court métrage)
- 2018 : Sonja : The White Swan : Sonja Henie
- 2020 : Dianas bryllup (no) : Diana (en tant que Ine Wilmann)
- 2022 : Troll de Roar Uthaug : Nora
- 2022 : Krigsseileren  (no) : Cecilia
- 2025 : Troll 2 : Nora

### À la télévision
- 2007 : Størst av alt (mini-série télévisée) : Hege
- 2014-2016 : Det tredje øyet (série télévisée, 19 épisodes) : Vårin
- 2017-2019 : ZombieLars (série télévisée, 13 épisodes) : Erle - Lars' Mother
- 2019 : Exit (série télévisée) : Celine Bergvik
- 2020 : Bloodride (série télévisée) : Molly

## Distinctions
- Berlinale 2019 : Shooting Star